# Lycée naval de Brest
Le lycée naval de Brest, fondé en 1966 comme « Collège naval », est l’un des six lycées de la Défense français relevant du ministère de la Défense et le seul hébergé par la Marine nationale. Cette école fait partie du Centre d'instruction naval de Brest et a une double mission : l'aide à la famille (scolarisation dans le secondaire des enfants de militaires, de fonctionnaires, boursiers) et l'aide au recrutement (classes post-bac).
Lycéens et étudiants se doivent d'être exemplaires, étant sur le même site que l'École de maistrance et l'École des mousses.

## Lycée naval
Le lycée naval est divisé en trois parties distinctes au point de vue de l'enseignement :
- Le secondaire, qui regroupe les classes de seconde, première et terminale ouvert aux enfants de marins, de fonctionnaires ou aux boursiers.
- une classe préparatoire à l’enseignement supérieur (CPES) et deux classes préparatoires aux grandes écoles (CPGE), dont la finalité est d’intégrer une grande école d’officiers. Deux filières scientifiques de CPGE sont proposées :  PCSI (Physique, chimie et science de l’ingénieur) et MPSI (Mathématiques, physique et science de l’ingénieur).
- En partenariat avec un lycée brestois, il existe également un parcours Maistrance Défense, qui permet à des étudiants en BTS de se préparer à s’engager dans la Marine via l’École de maistrance. Quatre BTS sont proposés : CRSA (Conception et réalisation de systèmes automatiques), ELT (Électrotechnique), MTE (Moteurs Toutes Énergies, ex-MCI), CIEL (Cyber-sécurité, informatique et réseaux, Électronique) et propose deux options (IR : informatique et réseaux – ER : électronique et réseaux).

## Historique
(octobre 2021).
| Date | Événement                                                     |
| ---- | ------------------------------------------------------------- |
| 1966 | Création du Collège naval                                     |
| 1980 | Le Collège devient Lycée naval.                               |
| 1983 | Arrivée de filles donc mixité dans les classes du secondaire. |
| 1985 | Ouverture d'une terminale D.                                  |
| 1992 | Ouverture de la filière ES en première.                       |
| 1993 | Mixité dans les classes préparatoires.                        |
| 2004 | Ouverture de la filière SI en 1re S.                          |
| 2006 | Célébration des 40 ans.                                       |
| 2008 | Création d'une CPES                                           |
| 2016 | Célébration des 50 ans.                                       |
| 2017 | Création du partenariat BTS                                   |

## Cadre
Le Centre d'instruction naval de Brest (CIN) regroupe le Lycée naval, mais aussi l'École de maistrance, formant les futurs officiers mariniers de la Marine Nationale française, et l'École des mousses. Cette enceinte surplombe le port militaire et la rade de Brest. On y trouve un gymnase, une piscine, une piste d'athlétisme, le centre de restauration GrandPerrin, la salle Molière dédié aux événements, des terrains de football/rugby, l'Astrolabe (bibliothèque), la chapelle.

## Conditions d'admission au Lycée naval
- Jusqu'à 2014 inclus, le recrutement en classe de seconde se faisait sur concours écrit en fin de troisième (mathématiques, français et langue vivante). À partir de 2015, l'admission en seconde, première ou terminale se fait sur dossier avec critères (enfant de militaire, de fonctionnaire ou élève boursier).
- Le recrutement en classe préparatoire aux grandes écoles (CPGE) se fait sur dossier pendant l'année de Terminale. À noter que le dossier est commun pour les candidatures de CPGE civiles et militaires. Pour l'entrée en Mathématiques supérieures, l'élève a le choix entre la filière PCSI (physique, chimie, sciences de l'ingénieur), MPSI (mathématiques, physique, science de l'ingénieur) ou encore CPES : une préparation d'un an avant d'intégrer la CPGE pour ceux qui n'ont pas pu rentrer sur dossier en Mathématiques supérieures.

## Étudiants en classe préparatoire aux grandes écoles
Tous les étudiants en classe préparatoire aux grandes écoles (appelés les « supras ») sont soumis à des règles de vie, de travail et de discipline bien définies :
- Le régime d'internat est obligatoire même pour les élèves ayant de la famille à proximité.
- Le port de l'uniforme est également obligatoire dans l'enceinte militaire.
- Les chambres doivent être nettoyées régulièrement, les étudiants doivent faire leur lit tous les jours.
- Le programme ainsi que les heures de cours sont identiques à ceux des lycées civils classiques. Cependant, une préparation plus approfondie est enseignée en français afin de mieux préparer les élèves au concours de l'École navale. De plus, trois heures de sport obligatoires (deux heures d'athlétisme + une heure de natation) sont ajoutées à l'emploi du temps des élèves.
- Même portant l'uniforme et étudiant dans un encadrement militaire, les élèves restent des civils.
- De courtes sorties sont possibles le soir en semaine. Le week-end est libre (sauf si devoir surveillé le samedi matin).
- Le lycée est fermé durant les vacances scolaires, les élèves doivent donc regagner leur foyer.

### La Flotte Guépratte
Les étudiants en CPGE sont membres de l'association « Flotte Guépratte », gérée par les redoublants de deuxième année (« khûbes »). C'est une association construite sur la loi de 1901.
Les activités organisées (appelés Traditions) visent à renforcer la cohésion au sein de la « Flotte Guépratte » : intégration des élèves de mathématiques supérieures en début d'année, maintien du moral pour les élèves de mathématiques spéciales à l'approche des concours.

### Résultats aux concours
Le Lycée naval dispose de deux classes préparatoires scientifiques (MP et PSI). En 2023, 53 % des élèves ont intégré une grande école militaire.

## Étudiants en BTS
En 2017 est créée la Flotte Capitaine de Vaisseau Éric Tabarly. C'est un partenariat entre le lycée Vauban (situé dans le centre-ville de Brest) et le lycée naval. Ces étudiants, à la suite des deux années de cours et l'obtention de leur BTS, sont destinés à intégrer l'École de maistrance pour devenir des officiers mariniers. Il existe actuellement 4 BTS : Électrotechnique, Conception et réalisation de systèmes automatiques, Moteur toutes énergies et Cybersécurité informatique réseaux électronique, ce dernier étant subdivisé en deux options : Informatique et réseau et Électronique et réseaux. Les règles de vie sont les mêmes que la flotte Guépratte, sans les DS le samedi matin.

## Lycéens
Comme les élèves de CPGE, les lycéens (souvent appelés « Infrats ») suivent des règles qui sont identiques à celles citées ci-dessus à quelques exceptions près:
- La demi-pension est possible. C'est le régime obligatoire pour les élèves habitant Brest Métropole (cependant une dérogation est possible).
- Il n'y a aucun enseignement supplémentaire en comparaison avec un lycée civil.
- Les élèves ne sont pas destinés à faire une carrière militaire.
- Les élèves disposent d'horaires de sorties le mercredi après-midi et le week-end (pour ceux qui ne peuvent rentrer chez eux) définis par leurs parents ou tuteurs. Cependant les internes ne peuvent quitter le lycée le reste de la semaine (ils peuvent cependant sous certaines conditions dormir chez eux le mercredi soir).

Les lycéens disposent d'un manchon marqué des lettres dorées LN depuis 2005 et depuis début 2023 d'un fil de couleur : jaune (secondes), blanc (premières) et rouge (terminales).
Les élèves du lycée naval peuvent pratiquer plusieurs activités extrascolaires le mercredi après-midi (rugby, football, brevet d’initiation à l'aéronautique (BIA), voile, handball, surf, volley-ball, golf...). Il y a également des séances d'athlétisme, de rugby, de préparation physique et de football mises en place le mardi et le jeudi soir, par un moniteur d'EPS.
Le Tournoi inter-lycées de la Défense (TILD) anciennement Tournoi inter-lycées Militaires (TILM) a lieu une fois par an et voit s'affronter les établissements de la défense française.

## Personnalités passées par le lycée
- Marie-Aurélie Castel, née en 2000, élève de 2015 à 2018, joueuse internationale de rugby à XV[4].

## Personnalités passées par la Flotte Guépratte
- Bernard Rogel, chef de l'état-major particulier du président de la République du 13 juillet 2016 au 1er août 2020, après avoir été chef d'état-major de la Marine du 12 septembre 2011 au 6 juillet 2016.
- Pierre Vandier, actuel major général des armées et ancien chef d'état-major de la Marine .
- Hubert Bonneau, ancien commandant du Groupe d'intervention de la Gendarmerie nationale (GIGN)[5].
- Jean Casabianca, ancien major général des armées.
- Godefroy Raguenet de Saint Albin, ancien commando marine et abbé de l'abbaye Notre-Dame d'Acey de 2020 à 2023.
- Xavier Baudouard, actuel inspecteur général des armées.